# Accord de libre-échange entre l'Australie et Singapour
L'accord de libre-échange entre l'Australie et Singapour est un accord de libre-échange signé le 17 février 2003 et entré en application le 28 juillet 2003. L'accord en plus de réduire les droits de douane notamment sur l'alcool intègre un grand nombre de mesures comme la protection des investissements, sur le droit intellectuel, sur le commerce électronique, les télécommunications, les marchés publics, etc.
L'accord a fait l'objet d'amendements en 2004 et en 2011, avant qu'un troisième amendement soit en discussion en 2015 et 2016.